# León Ferrari
León Ferrari   (Buenos Aires, 3 de setembre de 1920 - Buenos Aires, 25 de juliol de 2013) fou un artista argentí.
Va estudiar Enginyeria a la Universidad de Buenos Aires i, després de graduar-se l'any 1947, va treballar amb el seu pare, arquitecte, pintor i fotògraf italià que va emigrar a l'Argentina el 1915. Ha presentat nombroses exposicions individuals, entre les quals destaquen les de la galeria Ruth Benzacar (Buenos Aires), Drawing Center (Nova York), Museo de Arte Moderno (Buenos Aires), Centro Recoleta (Buenos Aires) i Museu d'Art Modern de São Paulo. Entre abril i juny del 2009 la seva obra ha estat objecte d'una exposició al MoMA (Nova York) titulada Tangled Alphabets: León Ferrari and Mira Schendel.